# Tamura, Fukushima
Tamura (田村市  Tamura-shi) là một thành phố thuộc tỉnh Fukushima, Nhật Bản.

## Lịch sử
Khu vực Tamura ngày nay là một phần của tỉnh Mutsu cổ. Sau khi phục hồi Meiji, nó được tổ chức như là một phần của huyện Tamura trong khu vực Nakadōri của tỉnh Iwaki. . Các làng của Miyakoji, Tokiwa, Katasone, Takine và Ōgoe được thành lập với sự ra đời của hệ thống đô thị vào ngày 1 tháng 4 năm 1889. Tokiwa được nâng lên thành phố vào ngày 1 tháng 7 năm 1898, và làng Katasone trở thành thị trấn Funehiki Vào ngày 1 tháng 4 năm 1934. Takine được nâng lên vị trí thị trấn vào ngày 1 tháng 4 năm 1940 theo sau bởi Ōgoe vào ngày 8 tháng 2 năm 1942 /
Thành phố hiện đại của Tamura được thành lập vào ngày 1 tháng 3 năm 2005, từ sự sáp nhập của bốn thị trấn và một ngôi làng.

## Di tản sau thảm hoạ hạt nhân Fukushima Daiichi
Sau trận động đất gây ra thảm họa hạt nhân Fukushima Daiichi vào ngày 11 tháng 3 năm 2011, khu vực có chứa ngôi làng cũ của Miyakoji đã được di tản. Vào ngày 1 tháng 4 năm 2012, người dân được phép trở lại vào ban ngày khi công việc khử trùng tiến triển. Lệnh di tản đã được dỡ bỏ vào ngày 1 tháng 4 năm 2014. Tuy nhiên, vẫn còn nghi ngờ về hiệu quả của các nỗ lực khử nhiễm xạ.